# Yukmouth
Yukmouth, Jerold Dwight Ellis II, född 18 oktober 1974 i Oakland i Kalifornien, är en amerikansk rappare och del i hiphopduon Luniz, vars mest kända låt är I got 5 on it.
Yukmouth är en "Hyphy" rappare som 1997 grundade rap-gruppen The Regime.